# Zykluszeit (Produktion)
Zykluszeit (englisch makespan) ist in der Produktionswirtschaft und im Arbeitsstudium die Zeitspanne zwischen dem Auftragseingang und dem Zugang des Fertigerzeugnisses zum Lagerbestand oder seinem sofortigen Verkauf.

## Allgemeines
Diese Definition lässt sich auch insofern variieren, als die Zeitspanne zwischen der Fertigstellung eines Produkts und der Fertigstellung eines nächsten Produkts gemeint sein kann. Es ist jener Zeitraum, der zur Herstellung eines Einzelteils benötigt wird. Die Zykluszeit ist in der Produktionsplanung und -steuerung die Zeit, in der ein gesamtes Produktionsprogramm einer Produktionsanlage einmal durchgelaufen ist.
Bei einem Einproduktunternehmen stimmen im Idealfall Zykluszeit und Taktzeit überein, bei Mehrproduktunternehmen gibt es mindestens zwei parallel ablaufende Zykluszeiten. Einige Produktionen sind dadurch gekennzeichnet, dass auf denselben Anlagen ähnliche Produkte mit im Detail unterschiedlichen Eigenschaften hergestellt werden. Beim Wechsel von einem Produkt auf das Nächste müssen die Anlagen zumeist umgerüstet werden. Oft ist dabei eine bestimmte Auftragsfolge optimal. Beispiel ist eine Walzstraße in der Stahlindustrie, auf der Baustahl in zunächst kleinen und in der Folge immer größer werdenden Abmessungen gewalzt wird.

## Wirtschaftliche Aspekte
Die Zykluszeit spielt nur eine Rolle, wenn mehrere Aufträge oder Bestellungen gleichzeitig vorliegen und zur Bearbeitung anstehen. Damit ist die Zykluszeit identisch mit der längsten Durchlaufzeit eines Auftrags. Durch die Zykluszeit wird die Kapitalbindung im Unternehmen beeinflusst, so dass es gilt, die Zykluszeit zu minimieren.
Die Minimierung der Zykluszeit wird in der amerikanischen Fachliteratur breit diskutiert. Sie zielt darauf ab, die Durchlaufzeit des Auftragsbestands zu verkürzen. Der 1954 vorgestellte Johnson-Algorithmus ist ein Verfahren, das die Zykluszeit minimieren soll. Er kann nur wirksam werden, wenn sich zwei Maschinen in der Produktion befinden und das Verbrauchsfolgeverfahren First In – First Out zur Anwendung kommt. Dann geht das Modell von der Überlegung aus, dass die Zykluszeit mindestens so groß ist wie die Summe der Bearbeitungszeiten auf Maschine 1 für alle Aufträge zuzüglich der geringsten Bearbeitungszeit auf Maschine 2. Allerdings kann der Johnson-Algorithmus nicht die Wartezeiten minimieren: Betrachtet man beispielsweise eine optimale Auftragsfolge mit einer minimalen Zykluszeit und einer sich daraus ergebenden Wartezeit, so kann es vorkommen, dass bei einer Umstellung der Auftragsfolge die Wartezeit niedriger wird, ohne dass sich die Zykluszeit verlängert. Durch die Minimierung der Zykluszeiten wird nicht nur die Durchlaufzeit minimiert, sondern auch die Stillstandzeiten der Maschinen bei gleichzeitiger Maximierung der bearbeiteten Aufträge, was wiederum die Kapazitätsauslastung einer mehrstufigen Produktionsanlage verbessert.
Der Produktionszyklus ist vollständig, wenn das gesamte Produktionsprogramm einmal abgearbeitet wurde. Die dazu benötigte Zeit ist die Zykluszeit.

## REFA-Arbeitsstudium
Die Zykluszeit bezieht sich im Arbeitsstudium auf einen Arbeitsvorgang, bei dem sich die gleiche Folge von Ablaufabschnitten mehrfach wiederholt. Die Zykluszeit entsteht durch Addition der Einzelzeiten der Ablaufabschnitte eines Zyklus. Der Zyklus ist ein Vorgang, der bei gleicher Ablaufabschnittsfolge mehrfach wiederholt wird.